# Кёртис, Эдвард (легкоатлет)
Эдвард Бёрнам Кёртис (англ. Edward Burnam Curtis; 1 февраля 1899, Новый Орлеан, Луизиана — 18 ноября 1926, Норфолк, Виргиния) — американский легкоатлет, выступавший в беге на средние дистанции. Участник летних Олимпийских игр 1920 года.

## Биография
Эдвард Кёртис родился 1 февраля 1899 года в американском городе Новый Орлеан.
Учился в иезуитской средней школе в Новом Орлеане, где был одним из лучших в лёгкой атлетике и американском футболе. Впоследствии поступил в Военно-морскую академию США, выступал за ВМС в легкоатлетических соревнованиях.
В 1920 году на чемпионате Ассоциации американских университетов, которые носили статус отборочных олимпийских стартов, занял 2-е место в беге на 1500 метров.
В том же году вошёл в состав сборной США на летних Олимпийских играх в Антверпене. В беге на 1500 метров занял в полуфинале 5-е место, показав результат 4 минуты 2,4 секунды и уступив 1,3 секунды попавшему в финал с 3-го места Андре Одине из Франции.
В 1922 году окончил Военно-морскую академию и поступил на военную службу.
Погиб 18 ноября 1926 года в американском городе Норфолк в штате Виргиния во время учебного полёта. Его самолёт потерпел крушение, а Кёртис из-за запутавшегося парашюта не смог выпрыгнуть.

## Личный рекорд
- Бег на 1 милю — 4.19,0 (1920)[1]